# سام تسوي
صامويل «سام» ستوري تسوي (بالإنجليزية: Sam Tsui)‏ (ولد في 2 ماي 1989) هو مغني وكاتب أغان أمريكي. اشتهر كمشهور أنترنت و عرف بغناءه كوفرات لأغان من طرف مغنيين مشاهير مثل أديل، بريتني سبيرس، تايلور سويفت، جستين تيمبرلك و برونو مارس، و أيضا غنى أغان أصلية، وأغان مركبة، طول تعاوناته المتكررة مع كورت هيوغو شنايدر. في 31 أغسطس 2015، وصل سام تسوي ل2.1 مليون مشترك.

## روابط خارجية
- سام تسوي على موقع IMDb (الإنجليزية)
- سام تسوي على موقع ميوزك برينز (الإنجليزية)
- سام تسوي على موقع أول ميوزيك (الإنجليزية)
- سام تسوي على موقع ديسكوغز (الإنجليزية)
- سام تسوي على موقع قاعدة بيانات الفيلم (الإنجليزية)